# لوک گارزا
لوک گارزا (انگلیسی: Luka Garza؛ زادهٔ ۲۷ دسامبر ۱۹۹۸) بازیکن بسکتبال اهل ایالات متحده آمریکا است.